# Harakmbet
Los Harakmbut son una tribu indígena sudamericana que habita en el departamento Madre de Dios, Perú. Tienen una población aproximada de 500 personas, repartidas en unas 11 comunidades (1995).

## Tecnología y economía
Su economía combina horticultura con pesca, caza y recolección. En ocasiones recurren al comercio de productos manufacturados a cambio de comida enlatada. La pesca, la yuca, la mandioca, los plátanos, el arroz y las castañas son algunas de las fuentes de energía de las que disponen.
En los últimos años han accedido a instrumentos propios de sociedades industriales, como rifles, anzuelos, machetes y nylon, utilizado este último para pescar. Sin embargo, este contacto con la sociedad industrial ha generado una dependencia bastante acusada, y actualmente más del 67% de los utensilios utilizados son del exterior.